# 814

## Události
- v Byzantské říší začíná druhá fáze obrazoborectví
- Bulhaři obléhají Konstantinopol

## Úmrtí
- 28. leden – Karel I. Veliký, franský král
- 13. duben – Krum, bulharský chán

## Hlavy států
- Papež – Lev III. (795–816)
- Anglie
  - Wessex – Egbert
  - Essex – Sigered (798–825)
  - Mercie – Coenwulf (796–821)
- Franská říše – Karel I. Veliký (768–814) » Ludvík I. Pobožný (814–840)
- První bulharská říše – Krum – Omurtag?
- Byzantská říše – Leon V. Arménský (813–820)
- Svatá říše římská – Karel I. Veliký + Ludvík I. Pobožný